# تعجب کنید که چه اتفاقی خواهد افتاد
تعجب کنید که چه اتفاقی خواهد افتاد (به هندی: Jaane Hoga Kya) و (به انگلیسی: Wonder what will happen) فیلمی هندی محصول سال ۲۰۰۶ و به کارگردانی گلن باررتو و آنکاش موهلا است. در این فیلم بازیگرانی همچون آفتاب شیودسانی، بیپاشا باسو، راهول دو، پارش راوال، پریتی جانگیانی، تینو آناند و زارینا وهاب ایفای نقش کرده‌اند.